# 珠飞虱属
珠飞虱属（学名：Zhudelphax）为稻虱科的一个属。

## 下属物种
本属包括以下物种：
- 琼珠飞虱 Zhudelphax qiongensis Ding, 2006